# Петрунина, Анастасия Владимировна
Анастасия Владимировна Петрунина (род. 7 ноября 1998 года, Москва) — российская волейболистка, диагональная нападающая.

## Биография
Родилась 7 ноября 1998 года в Москве. Начала заниматься волейболом в московской СДЮСШОР-65 «Ника». Училась в Международной академии бизнеса и управления.
С 2016 по 2018 год выступала в пляжном волейболе за московский клуб «Динамо». В июле 2018 года в паре с Дарьей Мастиковой завоевала серебро в финале этапа Мирового тура по пляжному волейболу в Анапе.
В ноябре 2018 года дебютировала в российской Суперлиге за команду «Протон». В его составе принимала участие в 2 матчах Кубка вызова ЕКВ.
В сезоне 2019—2020 выступала за «Липецк». С 2020 года играет за команду «Уфимочка-УГНТУ».